# Johanna Cano
Johanna Cano, née le 25 juin 1996 à Marseille, est une gymnaste artistique française.

## Biographie
Elle est troisième au saut de cheval aux Championnats de France de gymnastique 2012.
Elle est médaillée d'argent par équipe ainsi qu'au saut de cheval aux Jeux méditerranéens de 2013 à Mersin.
Elle met un terme à sa carrière en 2013.